# Antonio Signorini
Antonio Signorini (Arezzo, 2 aprile 1888 – Roma, 23 febbraio 1963) è stato un matematico e ingegnere italiano.
Compì numerose ricerche in fisica matematica, meccanica razionale e applicata, meccanica del continuo, balistica, termodinamica e teoria dell'elasticità, in particolare sulle deformazioni finite. Fu professore all'Università di Palermo (1916), di Napoli (1923) e di Roma (1938-1958).
Il suo nome è legato alla formulazione del cosiddetto problema di Signorini, da lui posto e poi così denominato da Gaetano Fichera, suo allievo, che lo risolse.

## Biografia
Signorini si laureò alla Scuola Normale Superiore nel 1909 in matematica, avendo come relatore Gian Antonio Maggi e co-relatori Luigi Bianchi e Tullio Levi-Civita. Nel 1921 vi aggiunse una seconda laurea in ingegneria civile, conseguita all'Università di Palermo dove era stato chiamato a insegnare qualche anno prima. A seguito dell'emanazione delle leggi razziali del 1938, Signorini ottenne la cattedra di Meccanica razionale che era stata tolta al suo maestro, Tullio Levi Civita. A questo proposito Signorini scrisse a Levi Civita: "Io sono ancora molto turbato dagli avvenimenti recenti e mi domando, con viva apprensione, se verso di voi non ho mancato accettando l’offerta del gruppo matematico romano".

### Riconoscimenti importanti
Nel 1909 ottenne il Premio Giovanni Maria Lavagna. Nel 1920, quando era professore all'Università di Palermo, ricevette la Medaglia d'Oro dell'Accademia Nazionale delle Scienze detta dei XL: i membri della Commissione Giudicatrice erano Luigi Bianchi, Guido Castelnuovo e Tullio Levi-Civita. Mauro Picone osservò che non gli fu assegnato il Real Premio dell'Accademia Nazionale dei Lincei solo perché era già stato eletto membro dell'Accademia.

## Opera
(Clifford A. Truesdell e Walter Noll: Truesdell & Noll 1965, pp. 8-9.)

### Attività di ricerca
La sua produzione scientifica consiste di 114 opere, siano essi articoli, monografie, e libri di testo, 17 dei quali sono ripubblicati nelle sue "Opere Scelte".

### Attività didattica
Tra i suoi allievi ci sono alcuni dei più importanti matematici e fisici-matematici italiani, tra cui:
- Carlo Cattaneo
- Ida Cattaneo Gasparini
- Piero Giorgio Bordoni
- Gaetano Fichera
- Giuseppe Grioli
- Giuseppe Tedone
- Carlo Tolotti
- Giorgio Ferrarese

Fu amico e maestro di Gaetano Fichera all'Istituto Nazionale di Alta Matematica, ispirando le sue ricerche nella meccanica del continuo, in particolare la sua soluzione del problema di Signorini e la creazione del campo delle disuguaglianze variazionali.

## Pubblicazioni
- Antonio Signorini, Questioni di elasticità non linearizzata e semilinearizzata, in Rendiconti di Matematica e delle sue applicazioni, 5, vol. 18, 1959,  95–139, MR 0118021, Zbl 0091.38006.
- Antonio Signorini, Opere scelte, Firenze, Edizioni Cremonese (distribuito da Unione Matematica Italiana), 1991,  XXXI + 695 (archiviato dall'url originale il 28 dicembre 2009). Con una introduzione e commento di Giuseppe Grioli.